# Estadio Carlos Iturralde Rivero
Das Estadio Carlos Iturralde Rivero ist ein Leichtathletik- und Fußballstadion in Mérida, der Hauptstadt des mexikanischen Bundesstaates Yucatán.

## Geschichte
Das Stadion wurde 1987 eröffnet und kann etwa 20.000 Besucher aufnehmen.
Es ist benannt nach dem Fußballspieler Carlos Iturralde Rivero, dem als einzigen gebürtigen Yucateco der Sprung in die mexikanische Fußballnationalmannschaft gelang.
Das Stadion dient dem 2003 gegründeten Fußballverein Mérida FC als Heimspielstätte und wurde auch von dessen indirektem Vorgängerverein Atlético Yucatán genutzt, der zwischen 1988 und 2003 existierte. Weil beide Vereine über weite Strecken in der zweiten Liga spielten, verfügt das Stadion über eine mehr als zwanzigjährige Zweitligatradition.
Dreimal – in jeweils zehnjährigen Abständen – war das Stadion Austragungsort eines Qualifikationsspiels zur ersten Liga:
- Am Ende der Saison 1988/89 besiegte Atlético Yucatán im Zweitligafinalrückspiel Potros Neza mit 1:0. Weil das erste Spiel mit demselben Ergebnis verloren wurde, musste ein drittes Spiel ausgetragen werden, das im Estadio Jalisco stattfand und von den Yucatecos 0:3 verloren wurde.
- Am Ende der Saison 1998/99 standen sich der Zweitligameister des Winters 1988 (Atlético Yucatán) und des Sommers 1999 (Unión de Curtidores) gegenüber. Yucatán verlor das Hinspiel auf eigenem Platz 0:2 und das Rückspiel 1:5.
- Auch der Mérida FC als Zweitligameister der Clausura 2009 (1:0 im Finalhinspiel vor eigenem Publikum gegen Tijuana und 0:0 im Rückspiel) scheiterte in den Aufstiegsfinals der Saison 2008/09 am Meister der Apertura 2008. Nach einem 1:2 im Estadio La Corregidora gewann Mérida das Rückspiel gegen die Gallos Blancos Querétaro vor eigenem Publikum mit 1:0, musste sich aber im anschließenden Elfmeterschießen mit 4:5 geschlagen geben.